# Stephanocyathus isabellae
Espèce
Statut CITES
Stephanocyathus isabellae est une espèce de coraux de la famille des Caryophylliidae.

## Étymologie
Son nom spécifique, isabellae, lui a été donné en l'honneur de la plus jeune sœur de Javier Reyes (d), Isabella Reyes.

## Publication originale
- (en) Javier Reyes, Nadiezhda Santodomingo et Stephen Cairns, « Caryophylliidae (Scleractinia) from the Colombian Caribbean », Zootaxa, Magnolia Press (d), vol. 2262, no 1,‎ 12 octobre 2009, p. 1–39 (ISSN 1175-5334 et 1175-5326, OCLC 49030618, DOI 10.11646/ZOOTAXA.2262.1.1, lire en ligne).